# Округ Креншо (Алабама)
Округ Креншо (енгл. Crenshaw County) је округ у америчкој савезној држави Алабама. По попису из 2010. године број становника је 13.906. Седиште округа је град Луверн.

## Демографија
Према попису становништва из 2010. у округу је живело 13.906 становника, што је 241 (1,8%) становника више него 2000. године.
| Група             | 2000.          | 2010.          |
| Белци             | 10.042 (73,5%) | 10.020 (72,1%) |
| Афроамериканци    | 3.388 (24,8%)  | 3.254 (23,4%)  |
| Азијати           | 15 (0,1%)      | 189 (1,4%)     |
| Хиспаноамериканци | 87 (0,6%)      | 204 (1,5%)     |
| Укупно            | 13.665         | 13.906         |